# Édouard Frankinet
Édouard Frankinet est un architecte belge né à Theux le 7 février 1877 dans une famille d'ébénistes, et décédé à Dinant le 18 juillet 1937.Formé à l'école Saint-Luc à Liège, il se lie d'amitié avec Paul Cauchie. Adepte de l'Art nouveau, il est d'abord actif à Bruxelles avant de s'installer à Dinant en 1907. Il participe activement à la reconstruction de la ville après la Première Guerre mondiale.

## Biographie

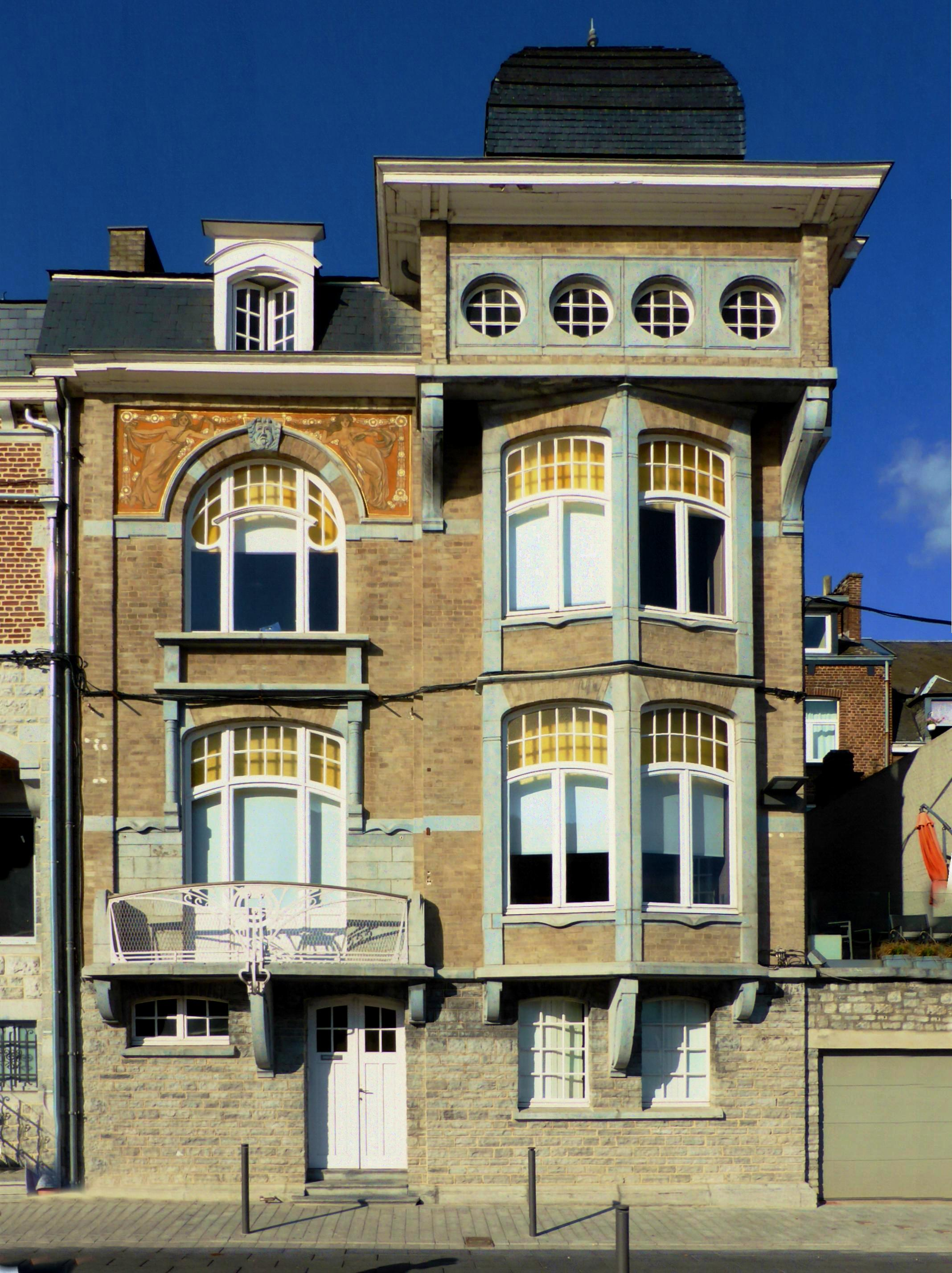
Maison Caussin

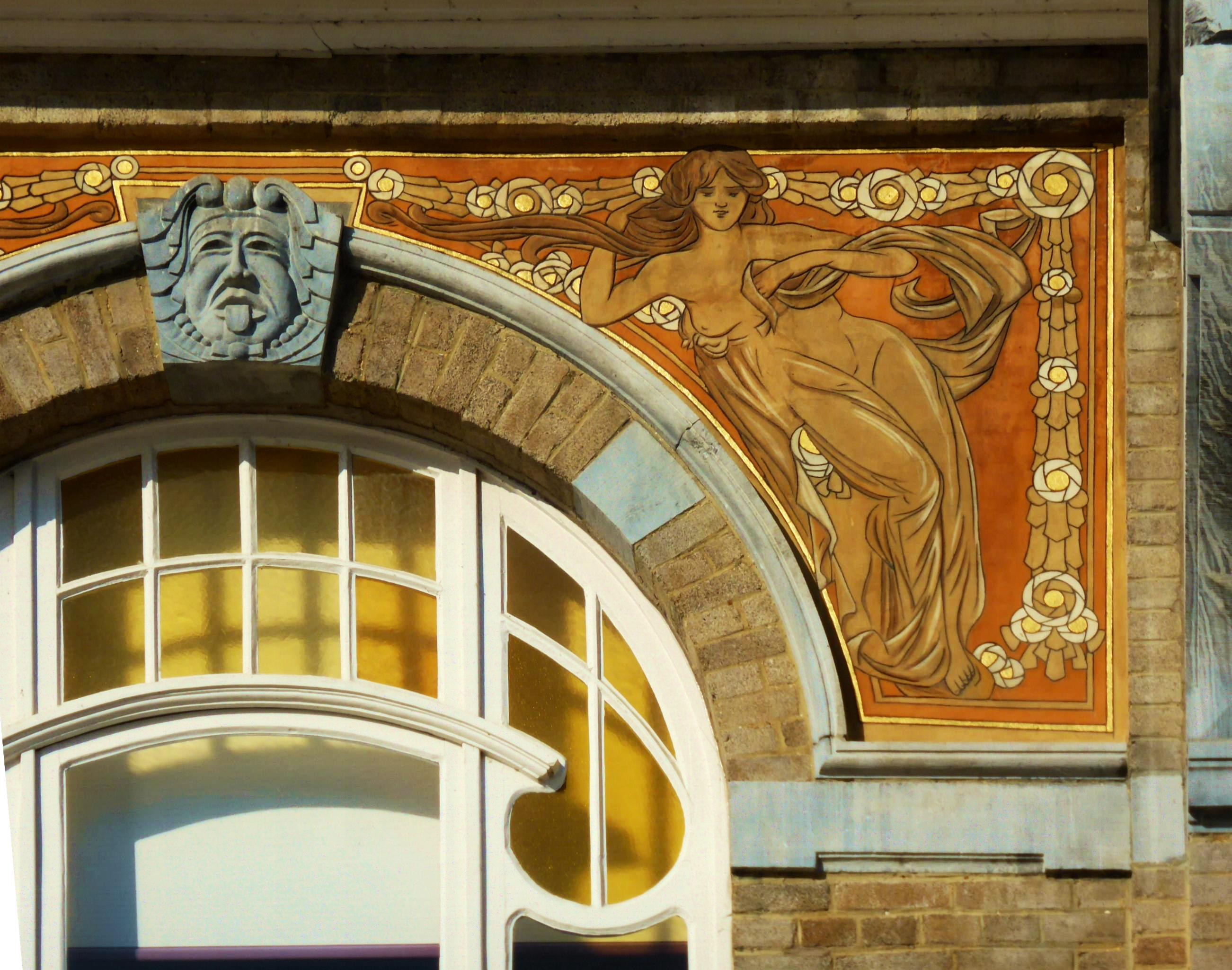
Sgraphite de Paul Cauchie sur la maison Caussin

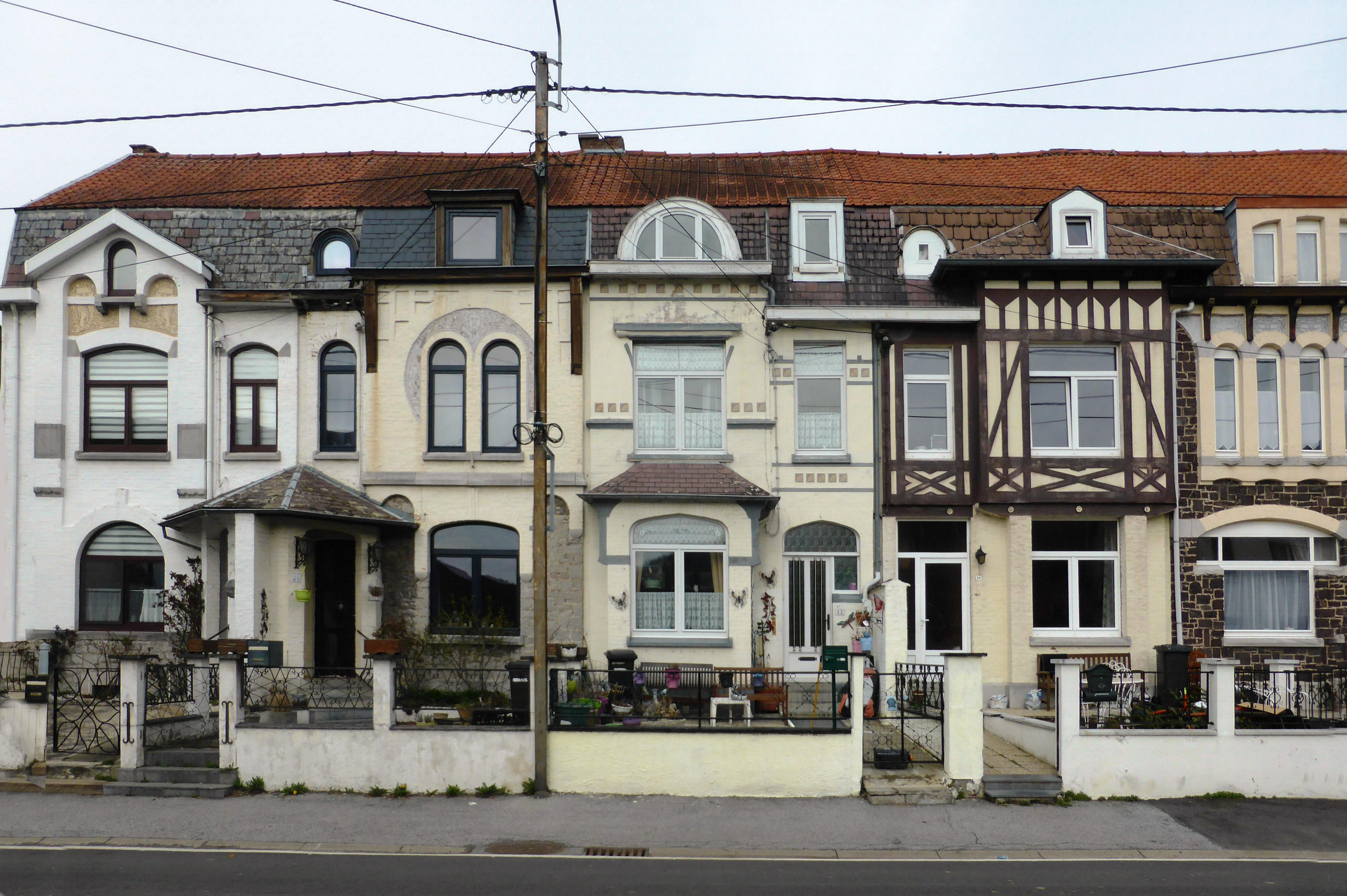
Cité sociale de Mazée

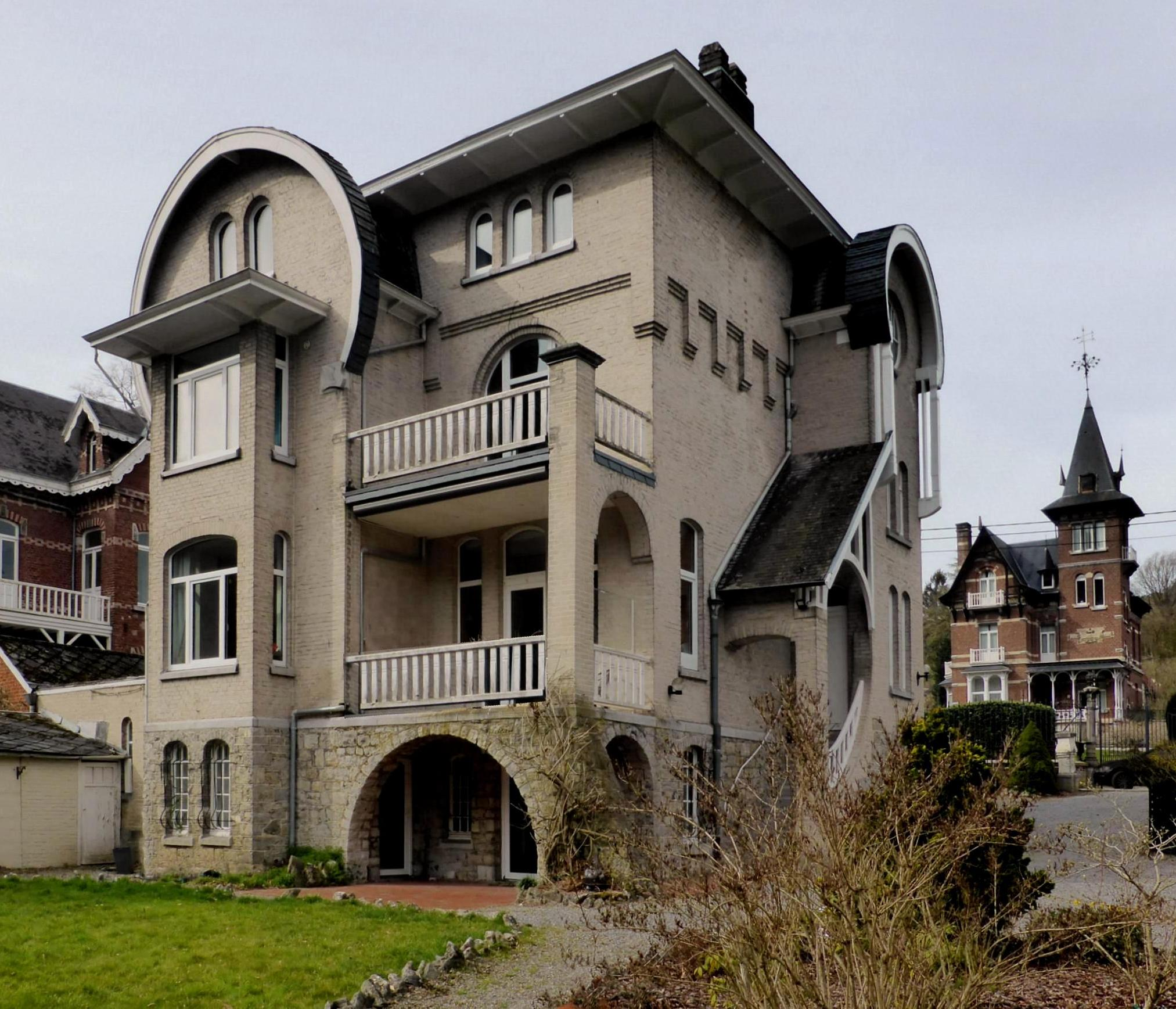
Villa La Mauresque

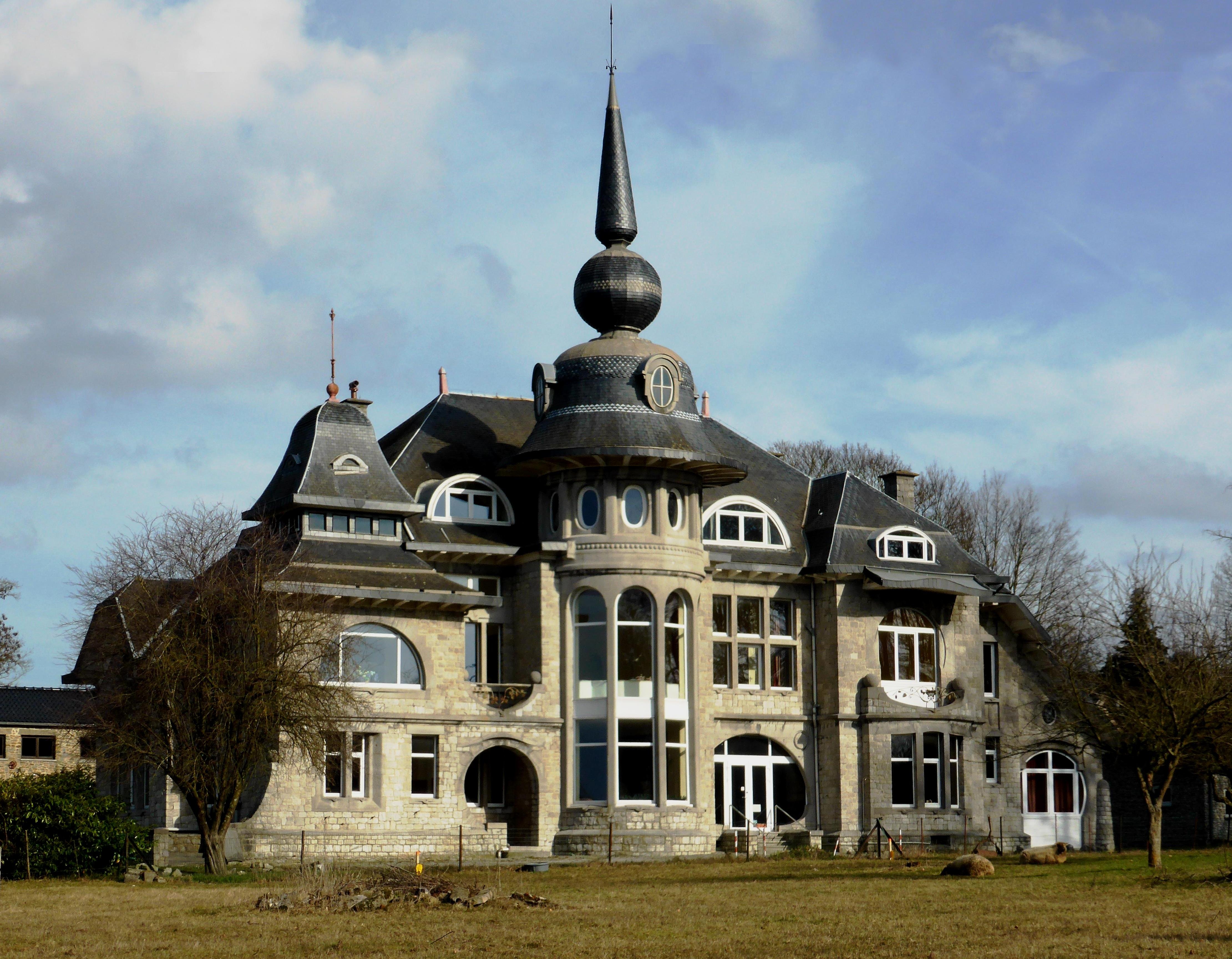
Château de Livot

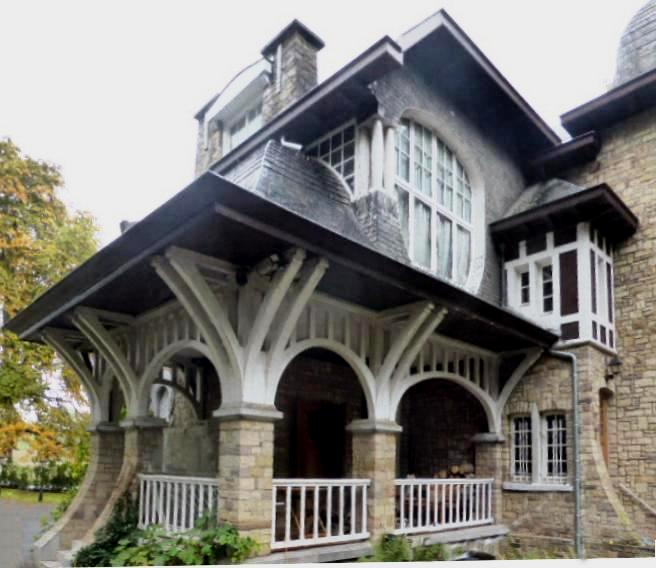
Loggia du château de l'Argilière

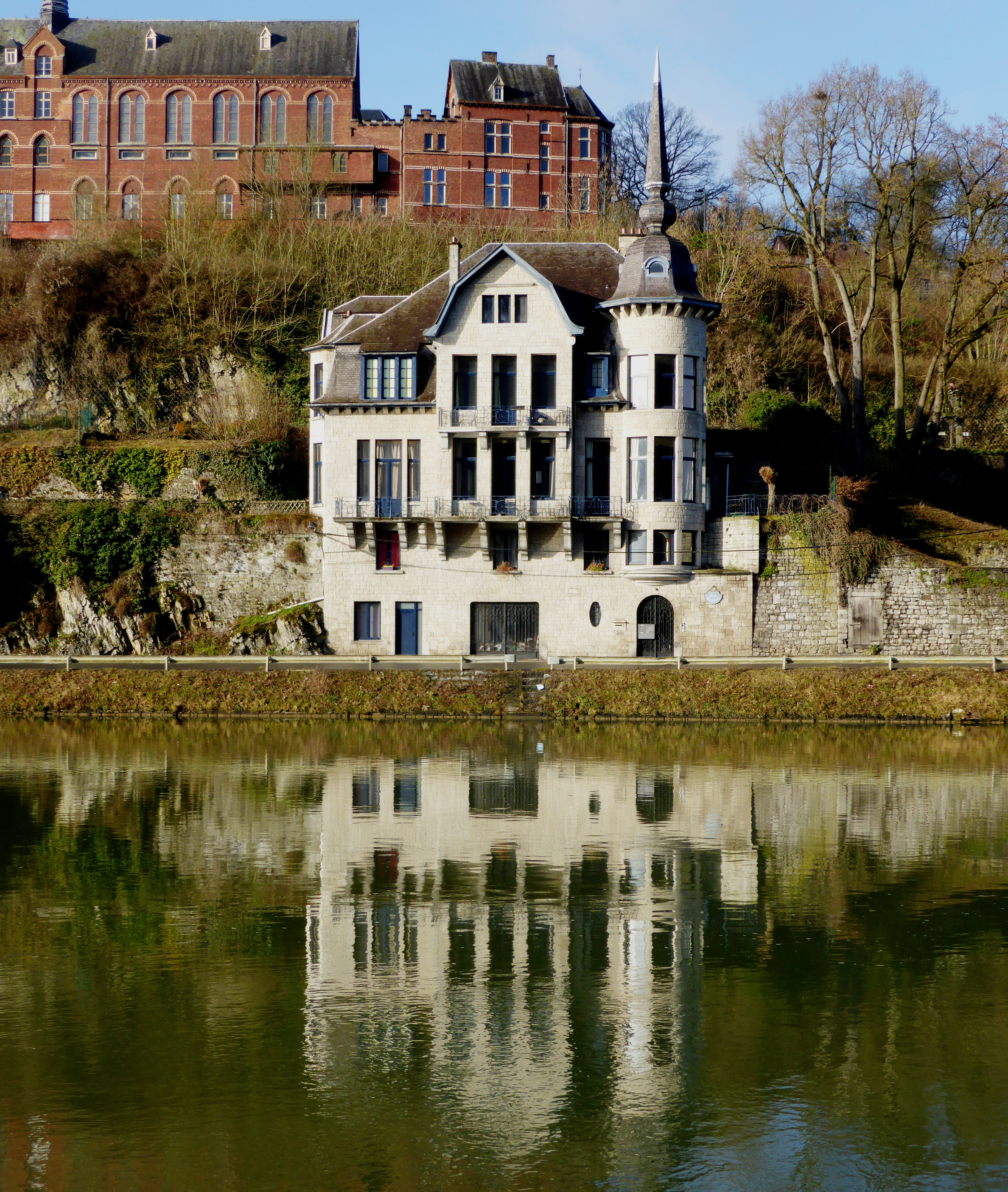
Villa Mouchène vue depuis quais de Dinant

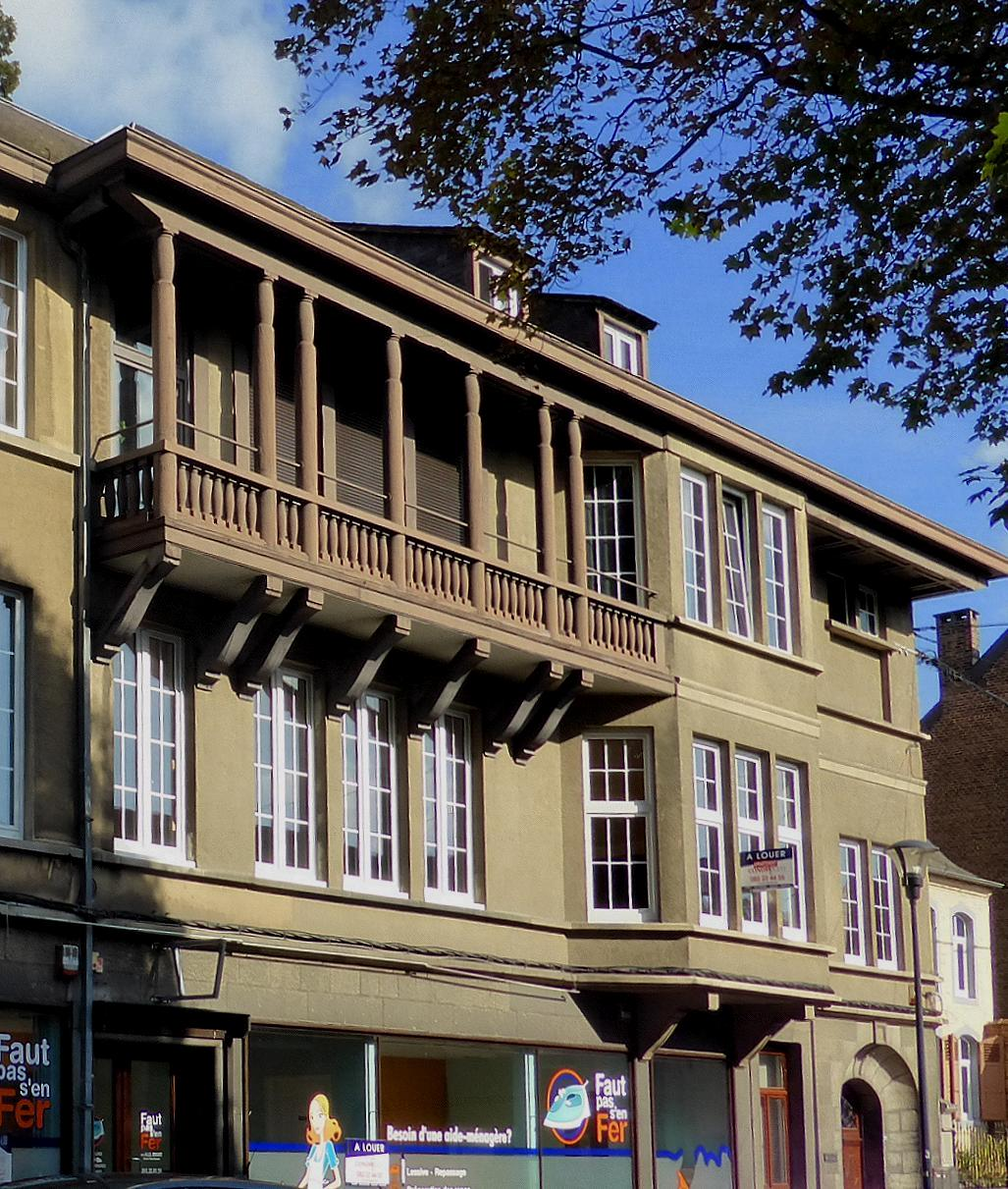
Villa d'Albau, loggia & oriel

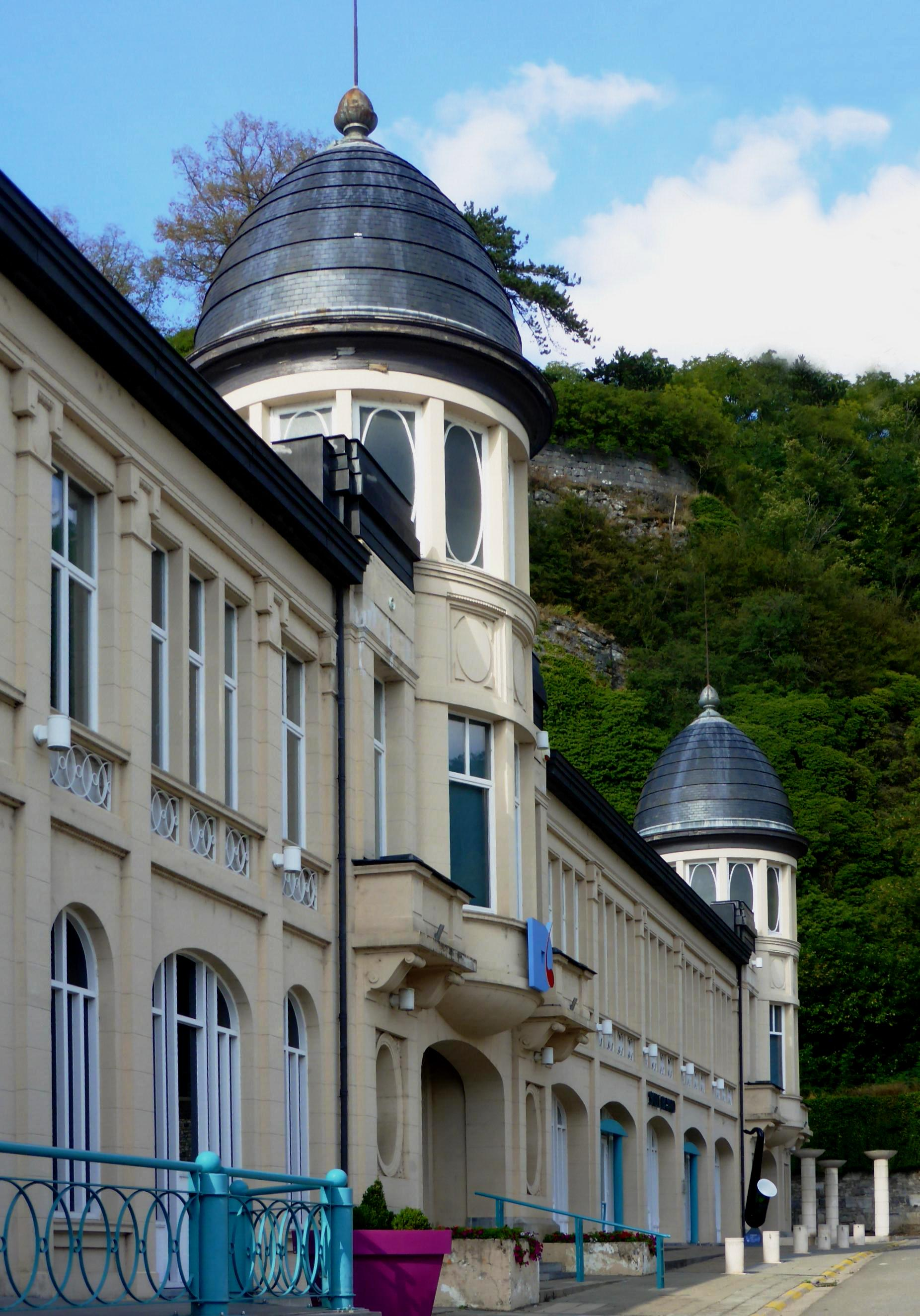
Casino de Dinant

De 1896 à 1900, Edouard Frankinet fait ses études d’architecte à l’école Saint-Luc à Liège, où il rencontre Paul Cauchie (1875-1952) avec lequel il entretiendra des relations de collaboration et d’amitié durant toute sa carrière. Très tôt, dans le même contexte liégeois et sous l’influence probable de Gustave Serrurier-Bovy,  il s’initie au travail du bois.  
Sa carrière débute en 1903 à Bruxelles où il réalise quelques maisons à Woluwé-Saint-Lambert, parmi lesquelles sa propre maison. En 1905, il transforme la maison-atelier de l’artiste postimpressionniste Louis Ludwig (1856-1925) à Ixelles et il dessine avec son ami Paul Cauchie la maison personnelle de ce dernier. Par ailleurs, au cours de cette même période, il collabore avec l’architecte bruxellois L. Vuylsteke. 
Appelé à Dinant pour affaires, il s'éprend de Léonie Herman (1888-1972), fille des propriétaires de l'hôtel où il séjourne. Il l'épouse en 1906 et les époux s’installent à Dinant en 1907. De leur union naîtront une fille et cinq fils.  
A Dinant, il met en pratique son savoir-faire mûri auprès des maîtres bruxellois, avec notamment la maison Leclef et la maison Caussin, tout en développant son approche personnelle de l’Art nouveau appliqué aux demeures de villégiatures, tels le château de l’Argillière et le château de Livot. En 1910, il réalise à Viroinval une cité ouvrière dont les 13 maisons, traitées en styles pittoresques d'inspiration normande et Art nouveau, apparaissent toutes différentes malgré la typologie répétitive d’un coron.   
En 1914, la guerre éclate. Il échappe de peu aux massacres et est déporté en Allemagne d'où il revient fin 1914. Dès ce moment, il envisage la reconstruction de la ville, à laquelle il participe très activement dès 1920, tant pour les bâtiments publics que privés. Opposé aux tenants du modernisme,, il pratique une architecture régionale respectant les formes urbaines traditionnelles de Dinant. La Grand-Place, l'église Saint-Nicolas, le Grand Hôtel des Postes et de très nombreuses maisons et devantures commerciales sont ainsi reconstruites sous sa direction. 
En 1920, il remporte le concours pour la construction du Casino de Dinant, qu’il achève en 1931. En 1925, il établit son habitation en plein cœur de Dinant dans un ancien couvent qu’il transforme en y intégrant  ses bureaux ainsi qu’un atelier de menuiserie pour la fabrication de mobilier.  
Accédant au poste de directeur des constructions au Haut Commissariat royal adjoint de la province de Luxembourg, il restaurera l'église de Rossignol en 1923 et celle de Willerzie en 1928, ainsi que la maison communale et les écoles de Franchimont.  
Acquis à l’Art Déco, cet architecte prolifique continuera à construire pour une clientèle bruxelloise tout en mettant son talent et sa personnalité au service de la construction de villas dites «de tradition mosane» à Dinant et ailleurs dans la vallée de la Meuse entre Hastière et Namur.  
Deux de ses quatre fils, Edouard (1911-1996) et Paul (1919-1999), seront architectes.

## Du Modern style à l’Art déco, en passant par la tradition mosane.
Pendant sa courte période bruxelloise (de 1903 à 1907), ensuite établi à Dinant, Edouard Frankinet fait partie des quelques architectes notoires qui pratiquent l’architecture Art nouveau en Wallonie, parmi lesquels on peut notamment citer Georges Hobé (1854-1936), Victor Rogister (1874-1955), Jules Lalière (1875-1955), Adolphe Ledoux (1883-1969).
Mais dès 1915, s’éloignant totalement du « modern style », c’est principalement à la reconstruction de Dinant qu’il dédie son talent, y déclinant  l’architecture traditionnelle « mosane » avec élégance et éclectisme. Parallèlement et dans d’autres contextes notamment bruxellois, il épure ses compositions et rejoint le mouvement Art déco.

## Principales réalisations
- 1903 -maison personnelle au 21 avenue des Rogations à Woluwé-Saint-Lambert (Bruxelles)
- v. 1904 - maisons 17, 19, 75, 89 avenue des Rogations à Woluwé-Saint-Lambert (Bruxelles)
- 1905 - maison-atelier de Louis Ludwig, rue du Couloir à Ixelles (Bruxelles)
- 1905 – en association avec Paul Cauchie[10], maison Cauchie au 5 rue des Francs à Ixelles (Bruxelles)
- 1906 – en association avec L. Vuylsteke, maisons au 70 rue des Moissonneurs à Etterbeek et 92 avenue Fonsny à Saint-Gilles (Bruxelles)
- 1907 – maison Leclef au 53 rue Alexandre Daoust (monument classé) et maisons voisines aux 51 & 55 de la même rue à Dinant.
- 1907-1914 – maison Caussin[11],[12] au 33 boulevard Sasserarth à Dinant
- 1910- cité sociale de Mazée[13],[14],[15], 18-48 rue de Najauge à Viroinval (Mazée)
- 1910 –villa La Mauresque  au 57 rue des Villas à Hastières (Waulsort)
- 1910 – château de l’Argilière à Saint-Gérard
- 1910 – château de Livot[16],[17] à Rhisnes
- v.1920 – reconstruction de 27 immeubles (maisons et autres bâtiments privés et publics) à Dinant, notamment rue Grande et Grand-Place.
- v. 1920 – reconstruction du Grand Hôtel des Postes à Dinant
- v.1920 – reconstruction de l’église Saint-Nicolas à Dinant
- 1920-1931 – Casino de Dinant[18],[19]
- 1925 – bureaux, atelier et habitation personnelle ("villa d'Albeau") au 58 rue Alexandre Daoust à Dinant
- 1925 – villa Mouchène[20],[21] au 30 rue des Combattants à Dinant
- 1928 – monument Maurice Defoin au pied du Rocher Bayard à Dinant
- 1928 – maison au 27 rue Medaets à Woluwe-Saint-Pierre (Bruxelles)
- 1928 – maison au 79 avenue du Val d’Or  à Woluwe-Saint-Pierre (Bruxelles)
- 1928-1929 – immeuble du Crédit mutuel hypothécaire, angle rue des Croisiers et Godefroid à Namur
- v.1930 – villa au 20 rue de la Meuse à Waulsort
- v.1930 – hôtel Bellevue à Waulsort
- 1932-1934 – avant-projet de l’ancienne Bourse de commerce, réalisée par E. Dickschen, place d’Armes de Namur